# Arthur A. Hargrave
Arthur Alonzo Hargrave (* 15. August 1856 bei Portland Mills, Putnam County, Indiana; † 13. September 1957 in Rockville, Parke County, Indiana) war ein US-amerikanischer Journalist sowie Zeitungsherausgeber.

## Leben

### Familie und Ausbildung
Der 1856 in der Nähe der historischen Stadt Portland Mills zur Welt gekommene Arthur Alonzo Hargrave, ältestes von fünf Kindern des Unternehmers und Farmers William Hargrave (1834–1917) sowie dessen Ehegattin Susan geborene Bishop (1830–1898), wandte sich nach dem Besuch der öffentlichen Schulen in Rockville dem Studium der Journalistik am Wabash College in Crawfordville im Bundesstaat Indiana zu, dort erwarb er 1881 den akademischen Grad Bachelor of Arts.
Arthur Alonzo Hargrave heiratete am 9. Juli 1885 in Urmiah in Persien Marian (1858–1945), die Tochter des Missionars Reverend  E. G. Moore. Aus dieser Verbindung entstammten die Töchter Marjorie und Ethel sowie die Söhne Palmer, Clarence und William. Hargrave verstarb im Herbst 1957 vier Wochen nach Vollendung seines 101. Lebensjahres in Rockville.

### Beruflicher Werdegang
Arthur Alonzo Hargrave begann seine berufliche Laufbahn als Printer's devil, entspricht einem Druckerlehrling, in seinem Wohnort Rockville. Während seiner College-Zeit war er als Schriftsetzer und Reporter für Zeitungen in Crawfordsville eingesetzt. Im Anschluss trat er eine Journalistenstelle beim Kansas City Journal an, dort erhielt er einen Wochenlohn von 10 US-Dollar.
Etwas mehr als ein Jahr später begleitete Arthur Alonzo Hargrave Reverend James W. Hawks und andere Missionare der Rockville Presbyterian Church nach Persien, dort übernahm er die Leitung der Druckerei der Presbyterian Mission. Nach seiner Rückkehr in die USA im Jahre 1887 wurde ihm in Terre Haute im Bundesstaat Indiana die Stelle des Assistenzredakteurs der Terre Haute Weekly Express übertragen.
Im Folgejahr verzog Arthur Alonzo Hargrave nach Rockville, dort erwarb er für 2500 US-Dollar die Wochenzeitung The Republican. Inspiriert durch einen alten Holzschnitt in seinem Büro, auf dem ein Mann mit kräftigem gebeugtem Arm, mit einer Keule in der Hand, dargestellt wird, begann er eine Kolumne unter dem Titel Club Man’s Talk zu verfassen. Während er sich zunächst politischen Themen widmete, schrieb er später Beiträge aus seiner Farmerjugend, über die Ahornzuckerherstellung, über das Schlachten sowie über seine Reisen.
Arthur Alonzo Hargrave, der seine Kolumne bis wenige Wochen vor seinem Tod verfasste, wurde 1954 von der Indiana University mit einem Ehrendoktorat ausgezeichnet. 1975 erfolgte seine Aufnahme in die  Indiana Journalism Hall of Fame.

## Publikation
- Book 3 of diary or journal of Arthur Alonzo Hargrave : opened at Terre Haute, Indiana on April 3, 1875, Archivmaterial : Englisch